# Ферстль, Эберхард
Эберхард Ферстль (нем. Eberhard Ferstl, 16 января 1933, Мюнхен, Германия — 8 октября 2019, Бад-Тёльц, Германия) — немецкий хоккеист (хоккей на траве), полузащитник. Бронзовый призёр летних Олимпийских игр 1956 года.

## Биография
Эберхард Ферстль родился 16 января 1933 года в немецком городе Мюнхен.
Играл в хоккей на траве за «Ваккер» из Мюнхена.
В 1956 году вошёл в состав сборной ОГК по хоккею на траве на Олимпийских играх в Мельбурне и завоевал бронзовую медаль. Играл на позиции полузащитника, провёл 5 матчей, мячей не забивал.
21 января 1957 года за завоевание бронзы на летних Олимпийских играх в Мельбурне удостоен высшей спортивной награды ФРГ — «Серебряного лаврового листа».
В 1960 году вошёл в состав сборной ОГК по хоккею на траве на Олимпийских играх в Риме, занявшей 7-е место. Играл на позиции полузащитника, провёл 5 матчей, мячей не забивал.
В 1956—1964 годах провёл 65 матчей за сборную ФРГ.
Умер 8 октября 2019 года в немецком городе Бад-Тёльц.